# Johannes Lindenlaub
Johannes Lindenlaub (* im 15. Jahrhundert in Schlesien; † 20. Mai 1529) war Abt der Zisterzienserstifte Neukloster und Rein.

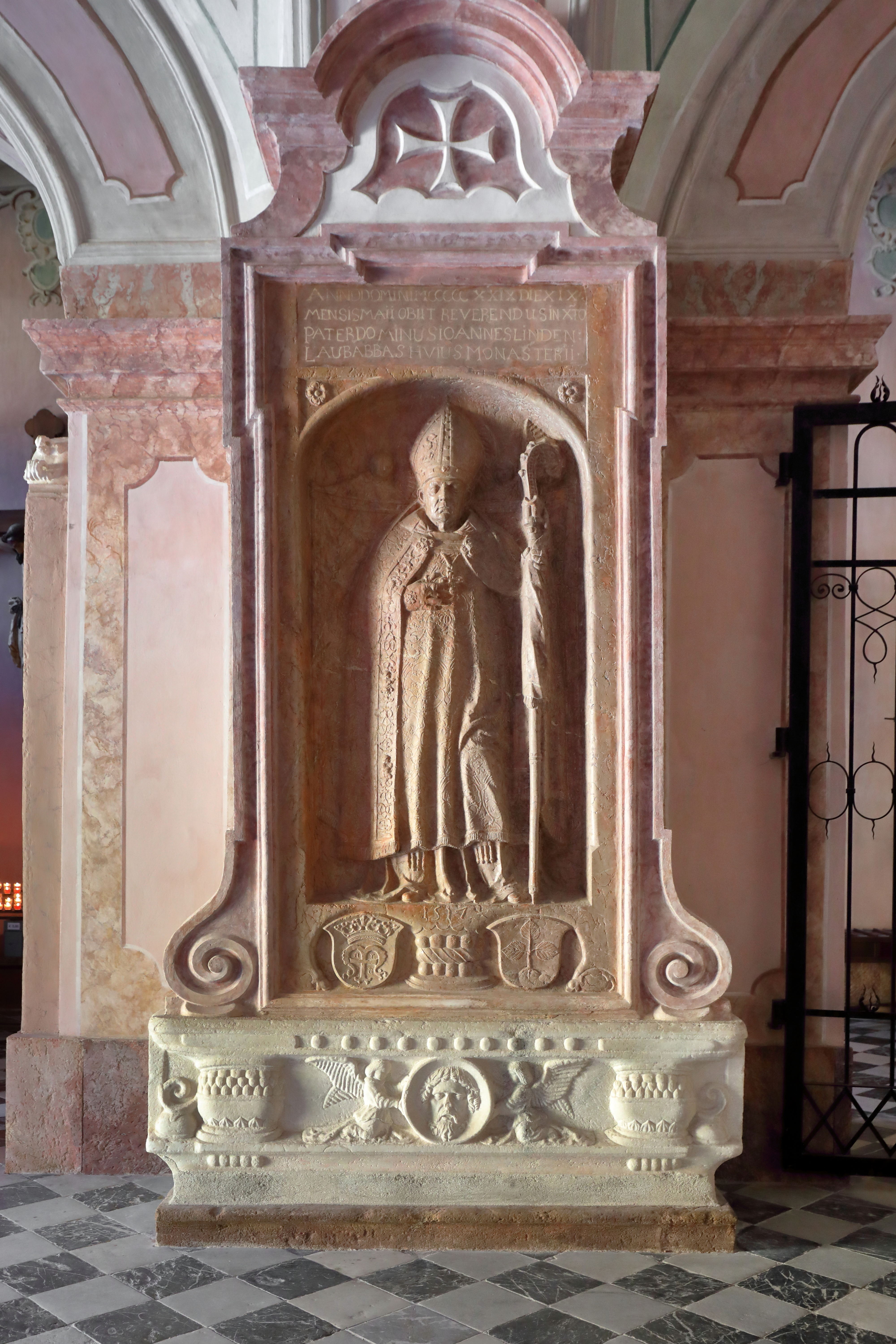
Epitaph in der Stiftskirche von Rein

## Leben
Johannes IV. Lindenlaub stammte aus Schlesien. Er war Mönch der Zisterzienserabtei Rein in der Steiermark und Rektor des zisterziensischen Studienkollegs St. Nikolaus in Wien. Am 8. Juni 1506 wurde er zum Abt des Stiftes Neukloster in Wiener Neustadt gewählt und von dort aus am 21. April 1515 zum Abt von Rein. 
Schon im Neukloster und auch später in Rein war er als vom Generalabt von Cîteaux beauftragter Kommissar mit der Erhebung der Ordenskontributionen beauftragt, der regelmäßigen Zahlungen an das Stammkloster Cîteaux, ebenso mit der Aufsicht über die Klöster in Österreich, Ungarn, Steiermark, Kärnten und Krain, die er aber teilweise wegen der weiten Entfernung an andere Äbte subdelegierte. Zu seinem Auftrag gehörte außerdem, die Mitäbte dazu anzuhalten, wieder Studenten in das Nikolauskolleg in Wien zu senden. In Rein gründete er eine Lateinschule, die um 1535 bereits acht Schüler besuchten, und ließ den von seinem Vorgänger Wolfgang Schrötl begonnenen Bau der alten Prälatur (heute Stiftsarchiv) fertigstellen, wovon noch heute sein Wappen mit der Jahreszahl 1517 zeugt.
Schon im Neukloster genoss Abt Lindenlaub die besondere Gunst Kaiser Maximilians I. Seine umfangreiche Visitationstätigkeit und die Mitwirkung bei der Reformkommission für die Grazer Minoriten 1515 zeigen seine Bedeutung, ebenso die Tätigkeit bei der Landschaft und als Geheimer Rat Erzherzog Ferdinands. Sein schon zu Lebzeiten angefertigtes Epitaph aus Rotmarmor unter der Orgelempore der Stiftskirche Rein wird Andreas Lackner zugeschrieben.